# بوم (قندهار)
بوم (به لاتین: Bum) یک منطقهٔ مسکونی در افغانستان است که در ولایت قندهار واقع شده‌است.